# Thrypticocirrus
Thrypticocirrus är ett släkte av mossdjur. Thrypticocirrus ingår i familjen Smittinidae.
Kladogram enligt Catalogue of Life:
| Thrypticocirrus | \| \| Thrypticocirrus contortuplicata \| \| \| \| \| \| Thrypticocirrus phylactelloides \| \| \| \| \| \| Thrypticocirrus rogickae \| \| \| \| |
|                 | \| \| Thrypticocirrus contortuplicata \| \| \| \| \| \| Thrypticocirrus phylactelloides \| \| \| \| \| \| Thrypticocirrus rogickae \| \| \| \| |
|                 | Alismittina |
|                 | |
|                 | Aspericreta |
|                 | |
|                 | Dakariella |
|                 | |
|                 | Dengordonia |
|                 | |
|                 | Dittomesia |
|                 | |
|                 | Hemismittoidea |
|                 | |
|                 | Houzeauina |
|                 | |
|                 | Parasmittina |
|                 | |
|                 | Pemmatoporella |
|                 | |
|                 | Phylactella |
|                 | |
|                 | Platychelyna |
|                 | |
|                 | Pleurocodonellina |
|                 | |
|                 | Prenantia |
|                 | |
|                 | Pseudoflustra |
|                 | |
|                 | Raymondcia |
|                 | |
|                 | Smittina |
|                 | |
|                 | Smittinella |
|                 | |
|                 | Smittoidea |
|                 | |
|                 | Tracheloptyx |
|                 | |
|                 | Thrypticocirrus contortuplicata |
|                 | |
|                 | Thrypticocirrus phylactelloides |
|                 | |
|                 | Thrypticocirrus rogickae |
|                 | |

|  | Thrypticocirrus contortuplicata |
|  |                                 |
|  | Thrypticocirrus phylactelloides |
|  |                                 |
|  | Thrypticocirrus rogickae        |
|  |                                 |